# Modestep
Josh Friend, meglio conosciuto come Modestep, è un DJ e produttore musicale britannico noto per la sua musica dubstep, drum and bass e rock elettronica. Originalmente, Modestep fu un gruppo musicale, formatosi come tale nel 2010 a Londra, ma il 3 novembre 2022, con l'uscita del membro Pat Lundy, divenne ufficialmente un progetto solista.

## Storia

### Inizio carriera (2010-2011)
Tony Friend, parte della formazione iniziale di Modestep, iniziò a lavorare come DJ nel 2001, mentre suo fratello Josh Friend, insieme a Matthew Curtis, furono già in diversi gruppi musicali prima di contribuire alla formazione di quest'ultima assieme al chitarrista Nick Tsang, anch'egli con esperienza in altri gruppi come i Go:Audio.

### Evolution Theory (2011-2013)
Modestep iniziò a lavorare sul loro album di debutto all'inizio del gennaio 2011, periodo che vide la produzione del loro primo singolo "Feel Good", uscito nel Regno Unito il 6 febbraio 2011. Il brano fu inoltre pubblicato come parte di un extended play contenente 3 tracce, incluso un altro singolo di Modestep intitolato "Bite The Hand". Il 13 febbraio il singolo raggiunse il 38º posto nel UK Singles Chart, raggiungendo anche il 5º posto nell'Independent Singles Chart e il 6º posto nel Dance Releases Chart.
Il video musicale della versione nuova del loro secondo singolo "Sunlight" venne lanciato su YouTube il 3 luglio, superando 1 milione di visualizzazioni nei primi quattro giorni dalla pubblicazione, anch'esso raggiungendo la Playlist A di BBC Radio 1 e il 16º posto nei UK Singles Chart.
"To The Stars", il loro terzo singolo pubblicato il 6 novembre 2011, raggiunse a sua volta la Playlist A di BBC Radio 1. "Show Me A Sign", il singolo successivo, uscì in anteprima su YouTube il 19 marzo 2012 e fu messo in commercio il 6 maggio dello stesso anno. Inoltre, durante questo periodo, i Modestep suonarono con i Lostprophets al loro Weapons tour e furono accolti estremamente bene dal pubblico.
Nel luglio del 2012, la quinta traccia del loro album programmato in anteprima, intitolata "Another Day", venne messa in onda su BBC Radio 1Xtra. Modestep aveva già eseguito questa canzone come apertura del loro set al Weapons tour. Poco prima della messa in onda, Tony Friend rivelò in un'intervista che Modestep sperava di pubblicare il loro album di debutto, intitolato "Evolution Theory", il 3 settembre 2012.  Successivamente, l'uscita di Evolution Theory fu rimandata due volte, prima al 14 gennaio 2013 e poi all'11 febbraio.

### London Road, partenza di Tsang e Curtis e l'entrata di Deek e Lundy (2013-2017)
Nel dicembre 2013 la band partecipò al Foot Locker tour in Europa, promuovendo il negozio di vendita di scarpe Foot Locker.
Il 14 gennaio 2014 Tsang e Curtis abbandonarono la band per seguire le loro carriere nell'industria musicale. Nonostante questo, il loro secondo album rimase in programma assieme a un tour internazionale con due nuovi membri, Pat Lundy (ex-batterista della band Funeral For A Friend) e Kyle Deek, chitarrista ventiduenne che si unì ai Modestep nella primavera del 2014.
A partire dalla metà del 2014, Josh e Tony iniziarono le loro apparizioni ricorrenti nella serie YouTube "Mianite" di TheSyndicateProject, una serie di video basati sul videogioco Minecraft.
La band pubblicò un nuovo singolo intitolato "Snake", scaricabile gratuitamente, nella metà del 2015. Il 23 febbraio 2015 annunciarono titolo e elenco tracce del loro secondo album, London Road, programmato per il 25 maggio 2015. Quest'ultimo, distribuito attraverso l'etichetta indipendente di Modestep, Max Records, contiene collaborazioni con FuntCase, Teddy Killerz, Culprate, The Partysquad, Trolley Snatcha, Big Narstie, Flowdan, Frisco etc.. Il 14 maggio 2015, Modestep annunciò l'uscita di una canzone tratta dall'album ogni giorno fino alla pubblicazione completa dell'album.
Nel maggio 2016, un anno dopo l'uscita di London Road, Kyle Deek lasciò Modestep, presumibilmente per intraprendere un percorso di carriera diverso.

### Monstercat, Disciple Recordings e la partenza di Friend, Deek e Lundy (2017-presente)
Dopo una breve pausa, Modestep ritornò con il singolo Living For The Weekend sotto l'etichetta britannica Never Say Die.
Nell'estate del 2017 Tony lasciò il gruppo e Modestep divenne un duo composto da Josh Friend e Pat Lundy. Il 13 novembre la prima canzone come duo, intitolata Higher, fu pubblicata dalla casa discografica canadese Monstercat, cui fecero seguito altri due singoli sotto la stessa casa discografica: Going Nowhere (in collaborazione con Dion Timmer) e Summer.
Il 4 luglio 2018, la casa discografica britannica Disciple Recordings annunciò che Modestep si sarebbe di lì a poco messa sotto loro contratto. Il duo poi produsse By My Side in collaborazione con altri artisti sotto Disciple, Virtual Riot e Barely Alive, e fu in seguito aggiunta nel quarto volume della serie di compilazioni Disciple Alliance. Modestep lasciò brevemente Disciple per rilasciare il loro singolo "Not IRL" il 14 gennaio 2019 sotto ettichetta Monstercat.
Modestep ritornò da Disciple il 27 febbraio 2019, pubblicando l'EP di debutto sulla casa discografica, intitolato Echoes. L'EP contiene un'altra collaborazione con Virtual Riot intitolata Nothing, che è tuttora la traccia più ascoltata del progetto. Modestep poi realizzò un'altra collaborazione, stavolta con PhaseOne, "Mayday", presentata anche sull'album di PhaseOne intitolato Transcendency. Il 17 luglio 2019 pubblicarono il loro secondo EP sotto Disciple, Dawn. Successivamente uscì l'EP "The Remixes" contenente remix delle canzoni di Dawn prodotte da artisti come Riot Ten, Graphyt & Ecraze, Code:Pandorum, e Definitive. Più tardi quell'anno, produssero "Old School" in collaborazione con artista Disciple, MVRDA, e fu poi aggiunta al quinto volume di Disciple Alliance. Un altro singolo intitolato Alarm fu inserito in un'altra compilation di Disciple Recordings, Knights of the Round Table Vol. 3.
Nel 2020, Modestep aggiunse "Lost My Way", il loro unico singolo di quell'anno, al sesto volume di Disciple Alliance.
Nel 2021, Modestep pubblicò il singolo "Forever" sotto UKF Music, un'altra casa discografica britannica. Più tardi fu prodotto il loro brano più importante dell'anno, un singolo collaborativo con Virtual Riot e Frank Zummo, successivamente presentato sul secondo album discografico di Virtual Riot, Simulation, del quale è tuttora il brano più ascoltato sui servizi streaming. Pubblicarono un'ultima traccia sul settimo volume di Disciple Alliance intitolata Solastalgia.
Nel 2022, Modestep pubblicò l'EP collaborativo "Diamonds" sotto Disciple Recordings, che presenta un artista collaborante diverso a ogni traccia, come Automhate, Dr. Ushuu, Jiqui, Nosphere e Oddprophet.
Il 3 novembre 2022, dopo 9 anni di partecipazione, Pat Lundy annunciò la sua partenza da Modestep su un post di Twitter.
Il 10 febbraio 2023, Modestep, ora nome d'arte di Josh Friend, annuncia su Twitter la sua partenza dalla casa discografica Disciple Recordings, per divergenze di carattere musicale.

## Stile musicale e influenze
Modestep ha negli anni intrapreso diversi stili musicali e suoni. Sia nel periodo di gruppo che nel periodo solistico, Modestep ha sempre incorporato diversi elementi elettronici tratti da generi come la dubstep, drum and bass e future bass. Nel periodo iniziale, Modestep introduceva pesantemente elementi dell'hard rock nella loro musica, che diede loro uno stile unico a suo tempo. Josh Friend fa uso abbondante della sua voce su Modestep.
Nel tempo, Modestep fu accostata ad altri gruppi musicali come i Pendulum e i The Prodigy a causa dei loro stili pressappoco simili, e sono inoltre riusciti ad avvicinarsi ad artisti di enorme successo commerciale come i The Script, Skrillex, Ed Sheeran e Flux Pavilion nell'industria musicale. In un'intervista con Soundsphere Magazine, i membri spiegarono che "siamo dei musicisti con menti molto tecnologiche...". Viene anche spiegato che ciascun membro della band prese influenze da diversi generi musicali, e che quindi il loro stile musicale unico non era intenzionale.

## Formazione

### Formazione attuale
- Josh Friend – voce, produzione musicale (2010-presente)

### Ex membri
- Tony Friend – DJ, produzione musicale (2010-2017)
- Matthew Curtis – batteria (2010-2014)
- Nick Tsang – chitarra (2010-2014)
- Kyle Deek – chitarra (2014-2016)
- Pat Lundy – batteria (2014-2022)

## Discografia

### Album in studio
- 2013 – Evolution Theory
- 2015 – London Road

### EP
- 2011 – To The Stars (Remixes)
- 2012 – Show Me A Sign (Remixes)
- 2013 – Inside My Head
- 2015 – Machines
- 2015 – Rainbow
- 2016 – Sing (Remixes)
- 2017 – Living For The Weekend (Remixes)
- 2018 – Higher (Remixes)
- 2019 – Echoes EP
- 2019 – Dawn EP
- 2020 – The Remixes
- 2022 – Diamonds EP

### Singoli
- 2011 – Feel Good
- 2011 – Sunlight
- 2011 – To the Stars
- 2012 – Show Me a Sign
- 2013 – Another Day (feat. Popeska)
- 2015 – Snake
- 2015 – Machines
- 2015 – Rainbow
- 2015 – Make You Mine (feat. Teddy Killerz)
- 2017 – Living For The Weekend
- 2017 – Higher
- 2018 – Going Nowhere
- 2018 – Summer
- 2019 – Not IRL
- 2019 – Nothing (Live)
- 2019 – Mayday (con PhaseOne)
- 2020 – Start A Rampage (con Murdock e Doctrine)
- 2021 – Forever
- 2021 – This Could Be Us (feat. Frank Zummo, con Virtual Riot)
- 2023 – brb
- 2024 – Another World